# مبارزان (فیلم)
مبارزان (به انگلیسی: So Close) با نام اصلی: "فرشته غروب"  و نام انگلیسی: "خیلی نزدیک" یک فیلم سینمایی هنگ کنگی در ژانر فیلم اکشن محصول سال ۲۰۰۲ میلادی به کارگردانی کری یوئن و با بازی شو چی، جائو وی و کارن موک است.  